# Vigil in a Wilderness of Mirrors
Vigil in a Wilderness of Mirrors är det första soloalbumet utgivet av Fish 1990.

## Låtlista
1. Vigil
2. Big Wedge
3. State of Mind
4. The Company
5. A Gentleman's Excuse Me
6. The Voyeur (I Like to Watch)
7. Family Business
8. View from the Hill
9. Cliché

## Musiker
- Trummor: Mark Brzezicki
- Bas: John Giblin
- Keyboards: Mickey Simmonds
- Gitarr: Frank Usher, Hal Lindes, Janick Gers, med flera
- Pipor/visslor: Davy Spillane, Phil Cunningham
- Utgiven av: EMI 1990, CDP 7936342